# Eunidia mediomaculata
Eunidia mediomaculata är en skalbaggsart som beskrevs av Stefan von Breuning 1938. Eunidia mediomaculata ingår i släktet Eunidia och familjen långhorningar. Inga underarter finns listade i Catalogue of Life.